# Kebara-kultúra
A Kebara-kultúra közel-keleti késő paleolitikus régészeti kultúra. Körülbelül Kr. e. 18000 – Kr. e. 11000 között létezett Levante területén. Fontos jellemzője, hogy az eddigi ideiglenes telepeket állandó települések váltották fel. A Kebara-kultúrát a jóval nagyobb területen elterjedt Natúf-kultúra váltotta fel Kr. e. 11000 körül.

## Főbb jellemzői
A Kebara-kultúra házai kör alaprajzúak voltak.
Ebben az időben az emberek életében még nagy szerepet játszott a vadászat (gazellák, vadkecskék), azonban a gabonafélék is az étkezés szerves részévé váltak. A leletek között több, aratástól elkopott, fa- vagy csontnyélbe ágyazott kovakősarlóra és őrlőkövekre bukkantak a régészek. Mindamellett a vad gabonaféléknél fennállt a magok szétszóródásának veszélye a sarlós aratásnál, így valószínűleg elterjedtebb volt a kalászok kézi szedése.
A gabona emészthetetlen héját pörköléssel távolították el, a magok belsejét megőrölték, és vagy vízzel keverve megsütötték, vagy kását főztek belőle. Sarlókra a hasonló korú törökországi és zagroszi lelőhelyeken is akadtak már, azonban onnan hiányoznak a gabona elkészítésének eszközei.

## Elterjedési területe és lelőhelyei
A Kebara-kultúra legfontosabb lelőhelyei: Ain-Gev (Izrael, a Galileai-tó partján), a gazella-specialista Nahal-Ohren (Izrael, Karmel-hegy) valamint leletek tanúsága alapján a vadkecskevadászatra szakosodott Vádi-Madamag (Jordánia, nem messze Petrától).